# Douglas Comer
Douglas Earl Comer é um escritor e cientista da computação estadunidense, mais conhecido por seu trabalho no desenvolvimento inicial da Internet e pelo desenvolvimento do SO Xinu.

## Formação acadêmica
Douglas Comer graduou-se em matemática e física em 1971 pelo Houghton College e obteve um doutorado em ciência da computação em 1976 pela Pennsylvania State University.
É professor emérito de ciência da computação e professor de engenharia elétrica e de engenharia da computação na Purdue University, a qual está deixando para dedicar-se integralmente ao cargo de Vice-Presidente de Pesquisa em Redes da Cisco Systems.

## Realizações
Douglas Comer encabeçou vários projetos de pesquisa associados à criação da Internet, e é autor de vários livros sobre a rede mundial e sobre redes TCP/IP.
Comer é um fellow da ACM desde 2000, como reconhecimento por seu "trabalho com o suporte de rede baseado em IP apoiando a Internet moderna", bem como por suas "contribuições em pesquisa, educação e implementação de SOs e redes".

## Obras selecionadas
- The Internet Book: Everything you need to know about computer networking and how the Internet works, 4a. edição, 2007. ISBN 0-13-233553-0
- Automated Network Management Systems, 2006. ISBN 0-13-239308-5
- Network Systems Design Using Network Processors, Intel 2xxx version, 2006. ISBN 0-13-187286-9
- Essentials Of Computer Architecture, 2005. ISBN 0-13-149179-2
- Hands-on Networking with Internet Applications, (Website por David Laverell), 2da. edição, 2004. ISBN 0-13-144310-0
- Operating System Design - The XINU Approach, 1984. ISBN 0-13-637539-1
- Operating System Design Volume 2: Internetworking with XINU, 1987. ISBN 0-13-637414-X 025
- Operating System Design Volume 1: The XINU Approach, Macintosh version, (com S. Munson), 1989. ISBN 0-13-638529-X
- Operating System Design Volume 1: The XINU Approach, PC version, (com T. Fossum), 1988. ISBN 0-13-638180-4

### Em português
- Redes de computadores e internet, 4a. edição, 2007 (ed. Bookman). ISBN 9788560031368
- Interligação de redes com TCP/IP, 5a. edição, 2006 (ed. Campus). ISBN 8535220178
- Projeto de Sistema Operacional - O enfoque XINU, 1988 (ed. Campus). ISBN 857001471-6